# Ente nazionale per la protezione degli animali
L'Ente nazionale per la protezione degli animali (in acronimo ENPA) è la più antica e una delle più grandi associazioni animaliste italiane.
Diffusa capillarmente su tutto il territorio nazionale, i suoi scopi sono quelli di fornire tutela e protezione agli animali.Dal 2004 ENPA è una ONLUS, riconosciuta quale "Associazione di tutela ambientale" dal Ministero dell'Ambiente, aderente alla "Federazione Italiana Associazioni Diritti Animali e Ambiente".
L'emblema è costituito da una croce greca blu su fondo bianco bordato di nero. Attorno alla croce sono riportate le lettere "E" (in alto a sinistra), "N" (in alto a destra), "P" (in basso a sinistra) e "A" (in basso a destra).

## Storia

### La "Società Reale per la Protezione degli Animali"
La più antica associazione animalista italiana risale al 1º aprile 1871, anno in cui Giuseppe Garibaldi, su esplicito invito di una nobildonna inglese, lady Anna Winter, contessa di Sutherland, incaricò il suo medico personale, il dottor Timoteo Riboli, con studio in Torino, di costituire un ente per la protezione degli animali, annoverando proprio la signora Winter e Garibaldi come soci fondatori e presidenti onorari. Nasceva così la Società Reale per la Protezione degli Animali, con un ufficio provvisorio a Torino, al primo piano del n. 29 di via Accademia Albertina. La tipografia di Vincenzo Bona stampò, nel 1872, uno statuto sociale, redatto in italiano, inglese, francese e tedesco. Dopo questa sorsero in Italia numerose altre associazioni animaliste indipendenti l'una dalle altre.

### Il ventennio fascista e l'"Ente nazionale fascista per la protezione degli animali"
Nel 1938 durante il ventennio fascista venne costituito "Ente nazionale fascista per la protezione degli animali" e tutte le associazioni vennero sciolte e raggruppate nel nuovo ente, con contestuale devoluzione di alcuni contributi di diritto e la soppressione della "Federazione nazionale italiana fra le società zoofile e per la protezione degli animali".
Era un ente pubblico ed ente morale posto sotto la vigilanza del Ministero dell'Interno - con possibilità di nominare guardie zoofile. Venne successivamente, con gli scopi di provvedere alla protezione degli animali e di concorrere alla difesa del patrimonio zootecnico, curando l'osservanza di tutte le disposizioni di legge e di regolamento in materia e altresì di svolgere propaganda di sana zoofilia e di pratica zootecnica.

### Il dopoguerra, trasformazione in ente privato e le iniziative
Nel secondo dopoguerra con la legge 19 maggio 1954, n. 303 mutò il proprio nome in Ente Nazionale per la Protezione degli Animali e ottenne il riconoscimento della personalità giuridica di diritto pubblico, operando in stretta collaborazione con il Ministero dell'Interno. Successivamente, col D.P.R. 31 marzo 1979 venne qualificato come ente morale, perdendo la personalità giuridica di diritto pubblico e assumendo quella di diritto privato.
Nei primi anni '80, l'ENPA lanciò alcune importanti iniziative di comunicazione realizzando una serie televisiva in 12 puntate dal titolo La punta dell'istrice - Il mondo sommerso degli animali, il mensile l'Arca Nuova, entrambi diretti dal giornalista Pino Nazio, e campagne di sensibilizzazione in difesa degli animali a cui presero parte, tra gli altri, il Presidente Sandro Pertini, Eduardo De Filippo e Carla Fracci. Nel 2024 l'associazione ha patrocinato il brano e cortometraggio denominato "Sfondo Giallo" ideato da Stefano Tiranti, per sensibilizzare l'opinione pubblica sull'abbandono degli animali. La musica e l'animazione sono ideati per narrare una storia dove il punto focale è la sensibilizzazione e la documentazione delle condizioni che vivono tutti gli animali abbandonati.

## Organizzazione

### Gli organi
Gli organi dell'ente sono:
- l'Assemblea generale dei Soci;
- l'Organo di Amministrazione;
- il Presidente nazionale;
- il Tesoriere nazionale;
- la Giunta Esecutiva;
- L'Organo di Controllo.

### Articolazione territoriale
L'Ente si articola, su tutto il territorio nazionale in "Sedi di Area" e in "Sezioni territoriali".
Sono organi delle Sedi di Area e delle Sezioni territoriali:
- l'Assemblea dei Soci iscritti all'Ente e registrati nell'Albo dei Soci della Sezione
- il Consiglio direttivo
- il Presidente
- il Tesoriere.

## Attività e scopi
L'ENPA si occupa di:
- provvedere alla protezione degli animali e alla connessa tutela e valorizzazione della natura e dell'ambiente;
- svolgere attività a tutela dei diritti degli animali attraverso la promozione, anche con azione educativa nelle scuole di ogni ordine e grado, della solidarietà, del volontariato e dell'aggregazione sociale e lo svolgimento di attività culturali;
- collaborare con gli Enti preposti dalle norme vigenti alla protezione degli animali e alla difesa del patrimonio faunistico e dell'ambiente;
- promuovere il perfezionamento della normativa relativa alla protezione degli animali e alla tutela del loro benessere;
- curare l'istituzione e la gestione di strutture di assistenza e ricovero di animali e di tutela degli ecosistemi naturali.

Provvede inoltre al conseguimento dei propri fini istituzionali con la vigilanza sull'osservanza delle leggi e dei regolamenti generali e locali relativi alla protezione degli animali, ivi compresi quelli concernenti l'esercizio della caccia e della pesca. Assume tutte le iniziative compatibili con le funzioni dell'Ente al fine di promuovere principi di rispetto e di amore per gli animali e la natura. L'ENPA accoglie, inoltre, nelle proprie strutture, migliaia di cani abbandonati dai proprietari, curandone il successivo affidamento a famiglie che ne abbiano cura. Può utilizzare guardie zoofile, che hanno la qualifica di pubblico ufficiale.

## Controversie e inchieste giudiziarie
L'ENPA è stata oggetto di segnalazioni, perquisizioni e sequestri di alcune strutture, ad esempio a Savona, nel 2003, dopo un'indagine svolta dalle guardie zoofile della sezione ENPA di Torino, vennero indagati quattro volontari, compreso il presidente, per l'uso di una "camera a gas" realizzata con una scatola di legno collegata a una bombola di anidride carbonica, in funzione presso la sede dell'ente. Tale strumento veniva impiegato per sopprimere abusivamente. cuccioli di cani e gatti
Nel 2007 venne sequestrato un canile a Viterbo per maltrattramenti a cani nella struttura. Per il caso di Savona, il presidente venne condannato al pagamento di una sanzione per esercizio abusivo della professione veterinaria, mentre venne prescritto il reato di maltrattamento di animali, per decorrenza dei termini. Relativamente al caso del canile di Viterbo, l'11 novembre 2009 venne pronunciata assoluzione con formula piena.